# Senyor de la guerra
Senyor de la guerra és un terme, traduït literalment de l'anglès 'warlord', que serveix per fer referència a una persona amb poder que té de facto  el control militar d'una àrea, gràcies a un grup de forces armades lleials al senyor de la guerra, i no a l'autoritat central. És a dir, un cabdill, capitost o cap guerriller. També pot referir-se a algú que segueix l'ideal que la guerra és necessària, i que té els mitjans i l'autoritat per declarar-ne una.
La paraula té una forta connotació que la persona exercita un poder molt més gran del que el seu títol o rang oficial (si és que en té) li permeten legítimament. La diferència principal respecte al feudalisme és que aleshores el cap militar local podia tenir una gran autonomia i un exèrcit personal (igual com el senyor de la guerra), però la seva legitimitat encara derivava de la seva lleialtat personal o formal a una autoritat central.

## Senyors de la guerra en la història europea
El fenomen dels senyors de la guerra a Europa està freqüentment lligat a diverses companyies de mercenaris i els seus caps, qui habitualment estaven en una posició de poder de facto en l'àrea on residien. Aquestes companyies lliures podrien sorgir d'una situació on el poder central reconegut, hagués caigut, com va ocórrer per exemple en la successió en el Regne d'Alemanya entre 1254 i 1278, o a França durant la Guerra dels cent anys que es va produir després de la batalla de Poitiers. Alguns capitans de companyies lliures com Sir John Hawkwood, Roger de Flor de la Companyia Catalana d'Orient o Hugh Calveley poden considerar-se com a senyors de la guerra. Molts condottiero italians poden classificar-se al seu torn com a senyors de la guerra.
Els comandants en cap imperials durant el regnat de l'Emperador Maximilià I ostentaven el títol de Kriegsherr, la traducció literal del qual és "senyor de la guerra", si bé no eren realment senyors de la guerra en el sentit estricte de la definició, tal com la fem servir avui.

## Senyors de la guerra a la història del Japó
Durant la major part del segle xvi, abans de l'era Tokugawa, Japó va ser testimoni de repetides guerres entre senyors de la guerra rivals (vegeu era Era Sengoku). Cada senyor de la guerra posseïa nombrosos castells, terres limítrofes habitades per camperols i un exèrcit de samurais.

### Senyors de la guerra poderosos del Japó
- Oda Nobunaga
- Uesugi Kenshin
- Takeda Shingen
- Hōjō Sōun
- Toyotomi Hideyoshi

## Senyors de la guerra a la història de la Xina
Els senyors de la guerra van exercir el seu control al llarg de tota la Xina en diverses ocasions en la història d'aquest país, però el període més notable va ser durant la Revolució Xinhai, quan nombroses províncies es van rebel·lar i es van declarar independents del govern de la dinastia Qing en 1911, i especialment en el període que va des de després de la mort de Yuan Shikai fins a l'Expedició Nord el 1927. Aquest període de la història la Xina s'ha denominat "era dels senyors de la guerra". És en aquest temps quan es va encunyar el terme.
Malgrat la unificació superficial de la Xina el 1927 sota el mandat del Kuomintang, amb Chiang Kai-shek com a líder, el fenomen dels senyors de la guerra va continuar sent un problema fins a la victòria del Partit Comunista de la Xina el 1949.
Els senyors de la guerra xinesos són representats al joc d'ordinador Hearts of Iron i la seva continuació, que han estat prohibits a la Xina. Un altre joc d'ordinador conegut és la sèrie de Dynasty Warriors. Aquest últim mostra diversos senyors de la guerra històrics com generals o líders de les seves respectives dinasties. Alguns personatges principals inclouen figures destacades del període dels Tres Regnes.

### Senyors de la guerra famosos durant el període dels Tres Regnes (220-280)
- Gongsun Kang
- Gongsun Yuan
- Iuan Shao
- Sun Jian
- Cao Cao
- Liu Bei

### Senyors de la guerra importants durant la dinastia Jin (1115-1234)
- Puxian Wannu

### Senyors de la guerra destacats durant la República de la Xina
Van existir dotze senyors de la guerra que van servir com a comandants d'àrea de manera oficial:
- Zhang Zuolin (Chang Tso-lin)
- Zhang Xueliang (Chang Hsüeh-liang)
- Zhang Zongchang (Chang Tsung-ch'ang)
- Feng Yuxiang (Feng Yü-hsiang)
- Bai Chongxi (Pai Ch'ung-hsi)
- Yan Xishan (Yen Hsi-shan)
- Wu Peifu

## Senyors de la guerra en l'actualitat
Aquest fenomen apareix en l'actualitat en els anomenats estats fallits (estats el govern dels quals i autoritats internacionals han estat enderrocades o existeixen com a mer formalisme sense cap control sobre el territori estatal). Se solen definir per un alt nivell de clientelisme polític, un nivell de control burocràtic baix i una gran motivació en prolongar la guerra per mantenir seu sistema econòmic, basat principalment en l'extracció de recursos naturals.
Exemples:
- Somàlia: Amb el col·lapse del govern central, els grups de senyors de la guerra rivals constitueixen l'única forma d'autoritat en algunes parts del país.
- Muqtada al-Sadr, líder de l'Exèrcit d'al-Mahdi, insurgent a la Guerra de l'Iraq.
- Arkan com a líder del grup paramilitar conegut com "Els Tigres d'Arkan" a les guerres de l'ex-Iugoslàvia.
- Algunes regions de l'Afganistan, Txetxènia, la República Democràtica del Congo i Pakistan.